# Eduard Bendemann
Eduard Bendemann   (Berlín, 3 de desembre de 1811 - Düsseldorf, 27 de desembre de 1889) va ser un pintor jueu alemany.

## Biografia
Bendemann va néixer a Berlín. El seu pare, Anton Heinrich Bendemann, era un banquer jueu. La seva mare, Fanny Eleonore Bendemann, de soltera von Halle, era filla del banquer jueu Joel Samuel von Halle. El seu pare va controlar de prop la seva educació i, naturalment, l'hauria portat a algun tipus d'ocupació tècnica, però el seu talent i propensió a l'art van fer que se li permetés dedicar-se a altres interessos. Després de completar l'escola primària, es va matricular a l'escola Wilhelm von Schadow de Düsseldorf. El 1828 va pintar un retrat de la seva àvia que va cridar certa atenció. El 1830 va fer una excursió escolar a Itàlia on va romandre un any.
Després d'una sèrie de treballs, entre ells amb Boas i Ruth, el seu talent com a artista va començar a mostrar-se, especialment amb la seva gran pintura de 1832 titulada The Jews Mourning in Exile, que es va presentar a l'exposició d'art de Berlín. El quadre va rebre una gran atenció, en part pel sentiment profund i senzill i la noble composició de la peça, i finalment va passar al Museu Wallraf-Richartz de Colònia. La segona imatge de Bendemann, The Two Girls at the Well (1832), va ser adquirida per l'Associació d'Art de Renània del Nord-Westfàlia. Poc després va seguir a Jeremies enmig de les ruïnes de Jerusalem per les quals l'artista va rebre una medalla a París el 1837. Aquesta pintura tractava en gran part del progrés dels jueus a Babilònia. (Palau Reial a Hannover). La seva obra més coneguda és La collita. El primer fresc de l'artista va ser una representació simbòlica de l'art al "Poetry Well" a la casa dels seus sogres a Berlín.
L'any 1838, Bendemann va ser nomenat professor de l’Acadèmia de Belles Arts de Dresden. Aviat va tenir l'oportunitat de pintar frescos encara més grans. Va rebre l'encàrrec de decorar tres sales del palau reial de Dresden amb pintures murals: la sala del tron, la sala de la torre i la sala de la torre. A la sala del tron, a banda i banda del tron, hi ha representacions d'importants governants i legisladors en fulla d'or amb representacions més petites en forma de relleu a continuació, des de Moisès fins a Albert III, duc de Saxònia. A la paret que dona al tron hi ha quatre quadres que representen esdeveniments de la vida del rei Enric I cadascun amb altres quadres adjunts que expliquen cadascun dels quatre esdeveniments. Aquest treball exigent va ocupar la major part del seu temps durant quinze anys. De 1859 a 1867, va ser director de l'Acadèmia de Düsseldorf.
L'oncle de Bendemann era Benedict Heinrich Bendix, destacat gravador.
Bendemann va morir a Düsseldorf.
L'any 1891, amb prou feines 13 mesos després de la seva mort, es va fer una exposició immobiliària de les seves obres a la Kunsthalle Düsseldorf, després que la seva vídua hagués presentat prèviament l'obra a Berlín, la seva ciutat natal. En aquestes exposicions, a més de pintures, també es van mostrar esbossos i estudis de dibuix realitzats per Bendemann.

## Família
- Felix und Lida Schadow - Felix Schadow i la seva germana Lida Schadow, després esposa d'Eduard Bendemann. Pintura de Franz Krüger.
- El 28 d'octubre de 1838 Eduard Bendemann es va casar amb Lida Schadow (1821–1850), filla del famós escultor Johann Gottfried Schadow i germana de Wilhelm von Schadow. Els seus fills:
  - Gottfried Arnold Bendemann (nascut 1839, Dresden - 1882), Major, Ritter d. Pour le Mérite m. Hedwig Krüger. El seu fill és Friedrich Bendemann.
  - Marie Euler Bendemann (nascuda 1841, Dresden - 1874) m. Otto Euler, conseller de Justícia (alemany: Justizrat). El seu fill és Eduard Euler, pintor.
  - Ernst Julius Bendemann (nascut el 1844, Dresden - ?) m. Alwine Jung
  - Fanny Mathilde Susanne Bendemann (nascuda el 1846, Dresden - ?)
  - Felix Eduard Robert Emil Bendemann (nascut el 1848, Dresden - 1915, Berlín), almirall reial, ennoblit el 1905[5] m. Helene Sophia Sturz, filla del cònsol general brasiler a Berlín Joh. Jac. Sturz. El seu fill Eduard, també pintor, es va casar amb la famosa filòsofa del judaisme Margarete Susman.
  - Rudolf Christian Eugen Bendemann (1851–1884), pintor històricEduard Bendemann, Autoretrat, 1859

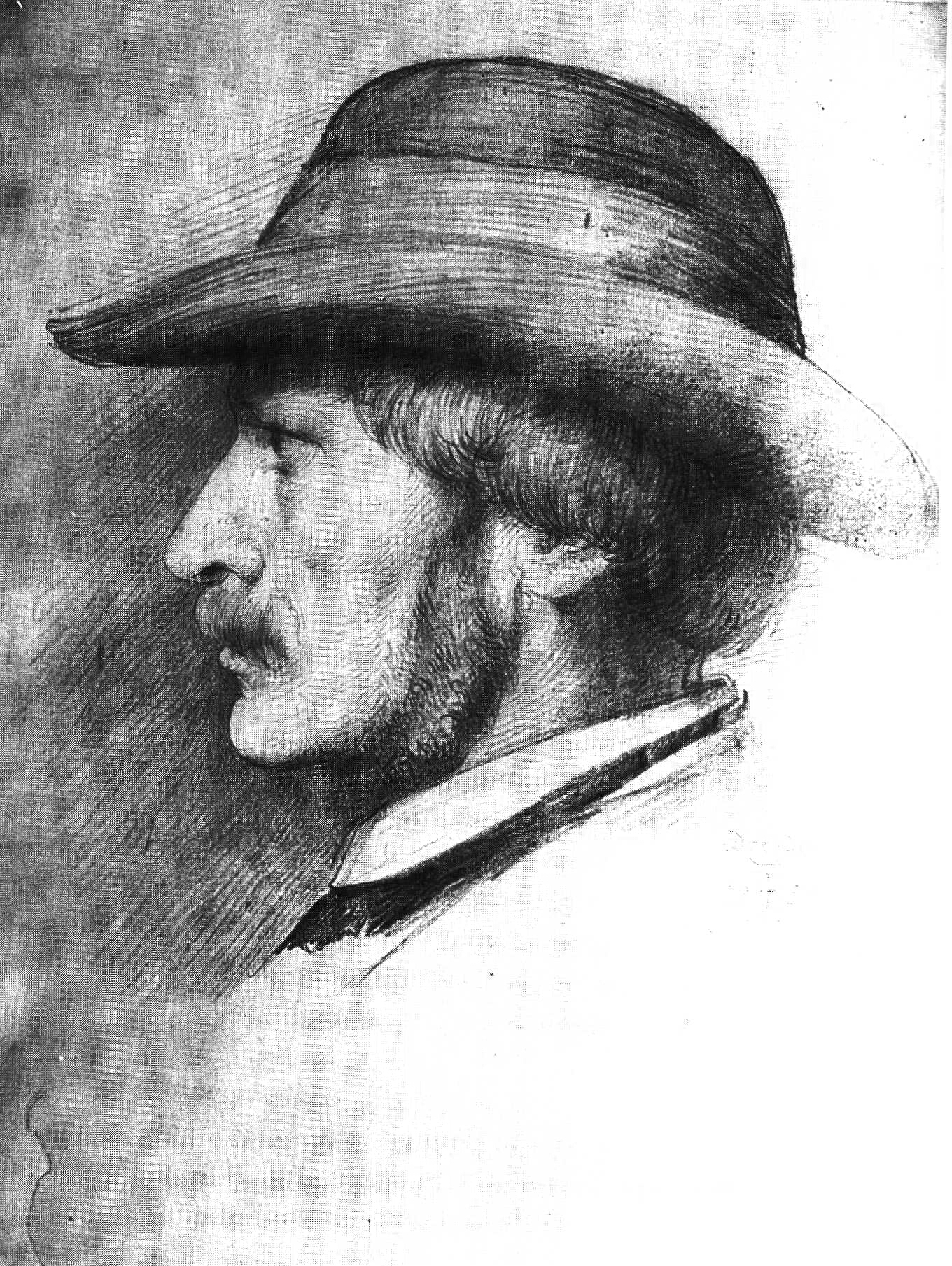
Eduard Bendemann, Autoretrat, 1859

## Obres
- Boas und Ruth

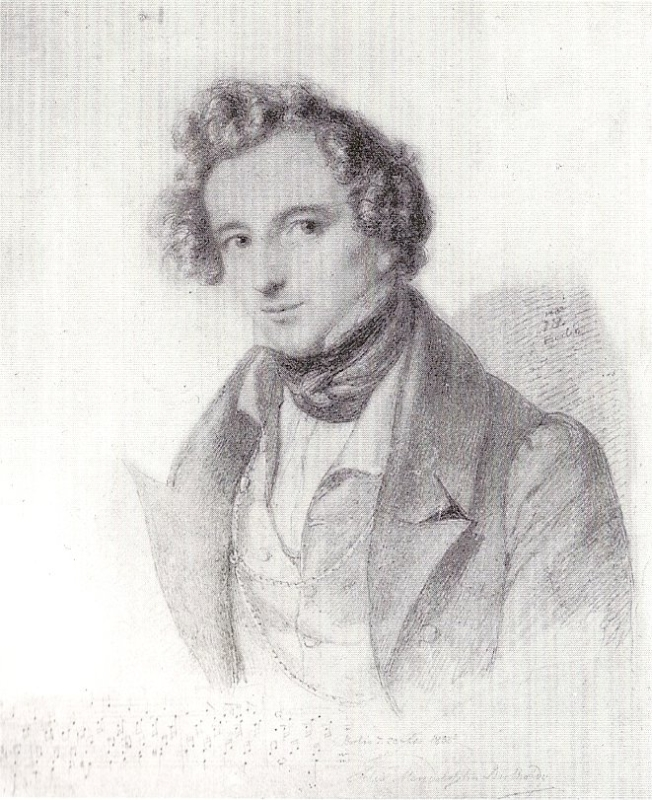
Felix Mendelssohn Bartholdy

- Die trauernden Juden im Exil (1832)
- Zwei Mädchen am Brunnen (1832)
- Felix Mendelssohn Bartholdy (1833)
- Jeremias auf den Trümmern von Jerusalem (1837)
- Die Künste am Brunnen der Poesie (fresco)
- Die Ernte
- Wegführung der trauernden Juden in die babylonische Gefangenschaft (1872)
- Nathan der Weise
- Penèlope (1877)